# Cuscuta boldinghii
Cuscuta boldinghii är en vindeväxtart som beskrevs av Ignatz Urban. Cuscuta boldinghii ingår i släktet snärjor, och familjen vindeväxter. Inga underarter finns listade i Catalogue of Life.